# Mihai Gîncu
Mihai Gîncu (ur. 5 marca 1975 w Straszanach) – jeden z założycieli grupy muzycznej Zdob și Zdub, w której w latach 2003–2004 grał na perkusji oraz ludowych bębnach, obecnie na gitarze basowej oraz na dudach. Jest muzycznym „dyrektorem” grupy. Skończył szkołę muzyczną w klasie akordeonu.
Był współautorem (kompozytorem) piosenki Boonika bate doba, którą Mołdawia zadebiutowała na Konkursie Piosenki Eurowizji w 2005 roku. Utwór ten w półfinale zajął 2. miejsce, by ostatecznie, we finale, zająć miejsce 6.